# Női tudósok listája
Ez a lista a híres női tudósokat tartalmazza.

## Ókor

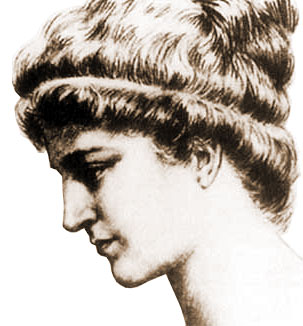
Alexandriai Hüpatia

- Aglaoniké (i. e. 1875. körül) az első ismert női csillagász Görögországban
- Alexandriai Hüpatia (370–415) egyiptomi-görög matematikus és csillagász
- Cirénei Aréte (i. e. 5-4. század) görög filozófus
- Artemíszia (i. e. 3. század) görög botanikus
- Aszpászia (i. e. 4. század) görög filozófus
- Diotima (i. e. 4. század) görög filozófus
- Enhéduanna (i. e. 2285–2250) sumer tudós
- Gargi indiai természettudós
- Kleopátra (2. század) egyiptomi nőgyógyász
- Mária (i. sz. 1-2. század) zsidó alkimista
- Periktióné (i. e. 4. század) görög filozófus
- Peszeset (i. e. 26. század) egyiptomi orvos
- Theano (i. e. 6. század) matematikus

## Középkor

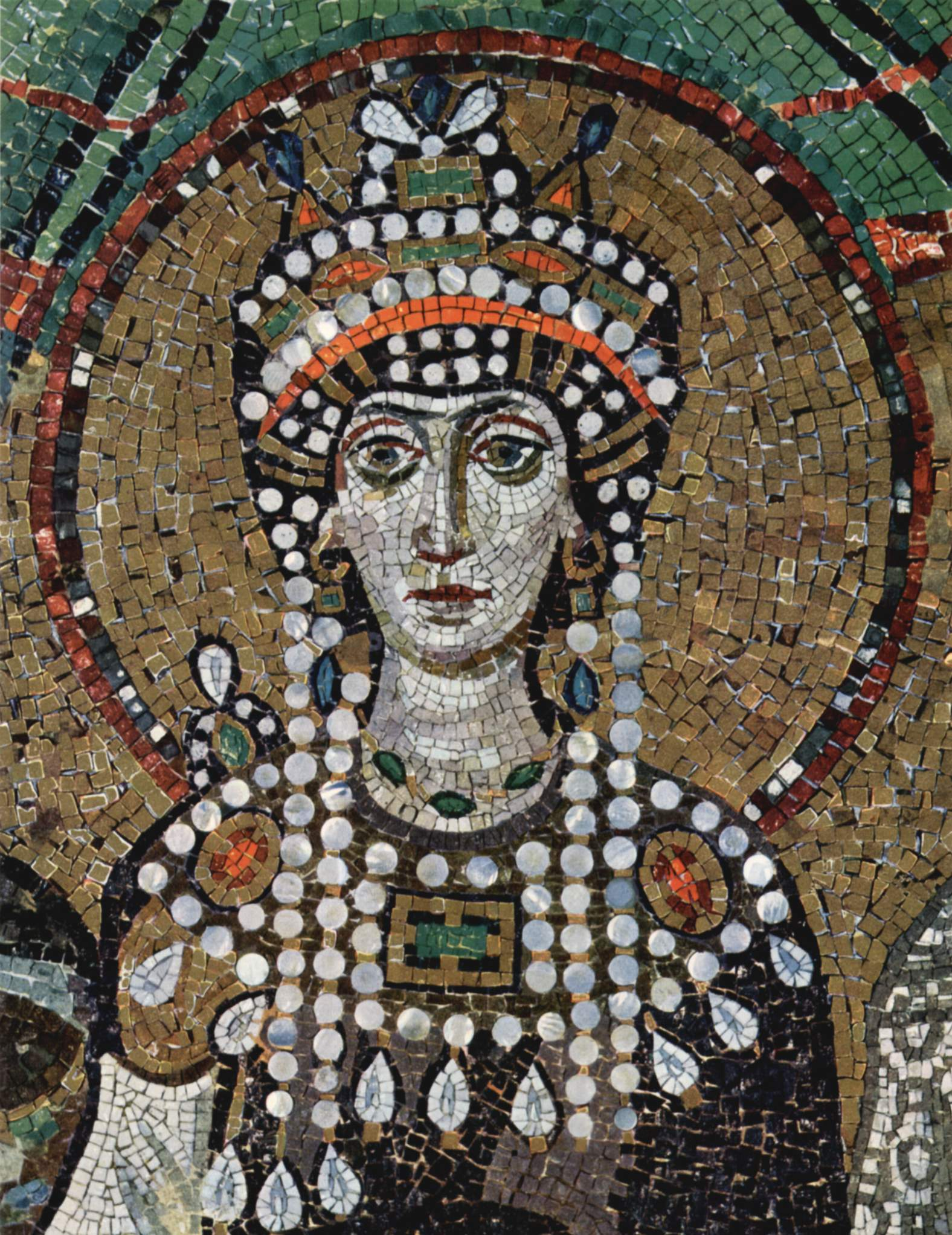
Theodóra bizánci császárné

- Bingeni Hildegard (1099–1179) német természettudós
- Alessandra Giliani (12. század) itáliai biológus
- Héloïse (1101–1162) francia teológus
- Herradis von Landsberg (1130–1195) német teológus
- Theodóra császárné (500–545) bizánci matematikus, filozófus
- Trotula (11. század) itáliai orvos

## Korai újkor
- Maria Gaetana Agnesi (1718–1799) olasz matematikus, filozófus

## 19. század
- Sophie Germain (1776–1831) francia matematikus
- Szofja Vasziljevna Kovalevszkaja (1850–1891) orosz matematikus
- Marie Lachapelle (1769 – 1821) francia nőgyógyász
- Ada Lovelace (1815–1852) brit matematikus
- Henrietta Swan Leavitt (1868–1921) amerikai csillagász

## 20. század

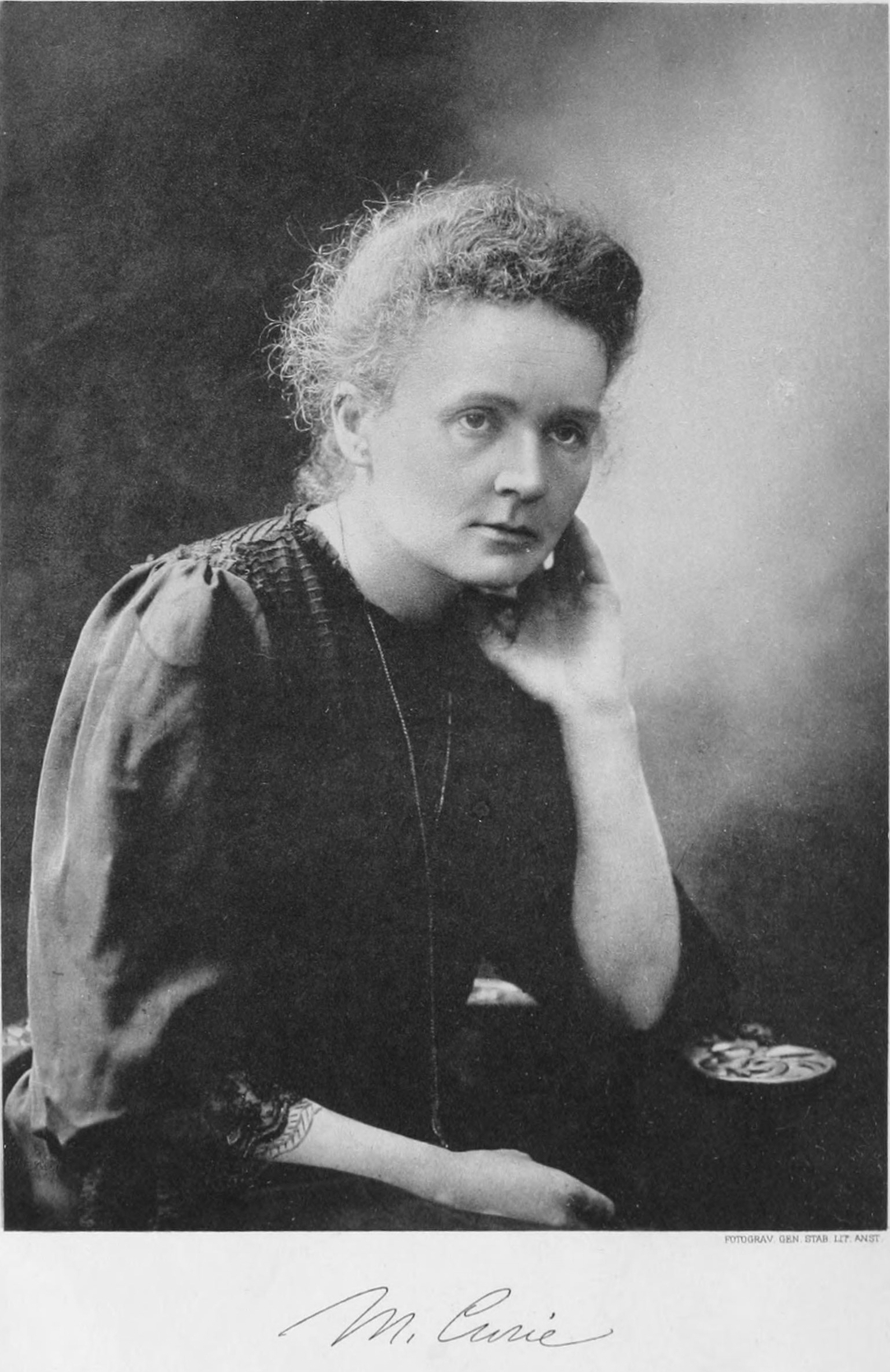
Marie Curie

- Marie Curie (1867–1934) lengyel fizikus (kétszeres Nobel-díjas)
- Mileva Marić (1875–1948) szerb matematikus, fizikus
- Lise Meitner (1878–1968) osztrák fizikus
- Emmy Noether (1882–1935) német matematikus, fizikus
- Edith Stein (1891–1942) német filozófus
- Irène Joliot-Curie (1897–1956) francia fizikus
- Mária Telkes (1900–1995) magyar származású, amerikai tudós, feltaláló
- Barbara McClintock (1902–1992) amerikai biológus
- Rita Levi-Montalcini (1909–2012) olasz biológus (Nobel-díjas)
- Dorothy Hodgkin (1910–1994) brit vegyész (Nobel-díjas)
- Rosalind Franklin (1920–1958) angol biokémikus
- Elisabeth Kübler-Ross (1926–2004) amerikai pszichiáter
- Jane Goodall (1934–) brit etológus
- Angela Davis (1944–) amerikai filozófus
- Linda Buck (1947–) amerikai biológus (Nobel-díjas)
- Susan Greenfield (1950–) brit biológus
- Susan Blackmore (1951–) brit pszichológus
- Judith Butler (1956–) amerikai filozófus
- Stephanie Kwolek – vegyész, a kevlár feltalálója
- Grace Hopper (1906–1992) amerikai matematikus, az első fordítóprogram megírója
- Radia Perlman – informatikus, "Mother of the Internet"
- Hedy Lamarr (1914–2000) osztrák-magyar származású amerikai színésznő, feltaláló

## Mai személyek
- Oláhné Béládi Ilona, mikrobiológia
- Kondorosi Éva, biológus
- Klein Éva, magyar-svéd immunológus
- Németh Judit magyar fizikus
- Pusztai Rozália, magyar mikrobiológus
- T. Sós Vera matematikus
- Albert Réka fizikus
- Tu Ju-ju kínai gyógyszerész (Nobel-díjas)
- Ádám Veronika orvos, biokémikus, egyetemi tanár

## Kapcsolódó szócikk
- Filozófusnők listája